# Château de Louiseval
Le château de Louiseval est un château français situé à Ambrières-les-Vallées, dans le département de la Mayenne et la région des Pays de la Loire.

## Histoire
Il s'agit d'un château du XIXe siècle.